# Guerre du volume

La tendance à l'augmentation du volume, par exemple, sur le titre Something des Beatles au fur et à mesure des 4 CD sortis depuis 1983.

La guerre du volume (en anglais, loudness war), aussi appelée la course au volume, décrit en la critiquant une pratique de l'industrie du disque et des stations de radio et de télévision tendant à réduire la dynamique sonore d'une chanson pour augmenter la sensation subjective de volume sonore (sonie) tout en gardant le même niveau maximal lors du mastering des albums et de leur diffusion radiodiffusée ou télévisuelle.
Cinq facteurs suffisent pour expliquer cet état de fait :
1. le niveau maximal ne peut dépasser les capacités du média ;
2. le fait que très peu d'artistes et de producteurs sonores acceptent de « sonner » moins fort que les autres ;
3. grâce aux appareils portables, on écoute désormais la musique dans des environnements bruyants (transports en commun avec les baladeurs, automobile) où la dynamique sonore possible est réduite ;
4. une partie du public utilise la musique, la radio ou la télévision uniquement pour masquer les autres bruits (musique d'ascenseur) ;
5. l'industrie électronique et les concepteurs de logiciels ont produit les traitements pour comprimer la dynamique et augmenter la sonie, soit automatiquement, soit par des réglages.

Les deux premiers facteurs existent depuis l'origine de l'enregistrement musical commercial. Les deux derniers sont intervenus avec l'évolution technique, dont certains développements, comme les compresseurs de dynamique et les limiteurs ou autres processeurs finaux découlent des deux tendances de fond.

## La fabrication des sons forts à faible dynamique

### La préférence pour le son fort
Si l'on présente à des personnes prises au hasard deux enregistrements identiques au volume sonore près, il est probable que le plus bruyant soit perçu comme « sonnant » mieux. La psychoacoustique a montré que plus le son est fort, plus il retient notre attention, et que nous le préférons pour de courtes périodes d'exposition. Les artistes, comme les auditeurs en général, ont tendance à exiger que la sonie de leurs enregistrements soit au moins égale à celles de leurs concurrents.
La sonie, c'est-à-dire la perception de la force d'un son, dépend de la pression acoustique (ou du signal électrique qui la représente), mais n'est pas identique. L'oreille réagit différemment aux sons selon leur fréquence, leur intensité et leur durée. Si deux composantes sonores se trouvent dans la même bande de fréquence ou si elles se trouvent dans deux bandes différentes, leur contribution à la sonie est différente. Le niveau du signal représente très mal l'impression sonore,. Deux signaux possédant le même niveau maximal peuvent avoir des sonies très différentes. Les limites techniques des médias obligeant à limiter le niveau maximal ne garantissent donc pas à elles seules des sonies comparables. Au contraire, elles stimulent un art de faire plus fort avec les mêmes limites de niveau.

### L'écoute dans des environnements bruyants
Comme les sons forts masquent les sons faibles, lorsqu'on écoute de la musique dans des environnements tels qu'en voiture, dans un train, en avion, dans une cuisine ou une rue animée, les parties faibles du son deviennent difficiles à percevoir. Quand les gens écoutaient la musique principalement sur leur électrophone, à la radio ou sur le chaîne Hi-Fi, donc dans une ambiance calme, les producteurs de radio et de musique enregistrée avaient intérêt à augmenter la qualité expressive de leurs programmes et disques avec une assez grande dynamique. Mais progressivement, les producteurs de musique de variétés ont souhaité fournir des enregistrements à volume moyen élevé, afin de faire face à la compétition. De même les radios ont souhaité optimiser leur impact par rapport à la concurrence.
Avec l'augmentation de la consommation de biens électroniques, on trouve des radios sur les lieux de travail et dans les cuisines. La popularisation du baladeur dans les années 1980 rend générale la consommation de la musique dans des ambiances bruyantes, et avec un système peu capable de reproduire les basses et d'isoler les auditeurs des sons graves se trouvant dans l'ambiance sonore environnante. Ces auditeurs sont susceptibles de préférer un son à faible dynamique, quel que soit le niveau sonore auquel ils choisissent de l'écouter. Ceci aboutit à une intensification de la « guerre du volume » en raison de la compétition à laquelle se livrent les stations de radio pour attirer des auditeurs, et les studios d'enregistrement et de mastering pour attirer des clients.

### L'utilisation de nouvelles machines de traitement de signal
Répondant à la demande des stations de radio, les fabricants de matériel électronique ont d'abord produit des appareils capables d'empêcher le signal audio arrivant aux émetteurs de dépasser les limites admissibles (limiteurs), puis des compresseurs qui suivent automatiquement les variations du signal électrique pour en augmenter progressivement le niveau aux moments où il est plus faible que le maximum, puis des dispositifs plus sophistiqués capable de le faire en privilégiant les bandes de fréquences donnant une plus grande sonie.
L'introduction de la technologie numérique a imposé une limite maximale du signal, au delà de laquelle une distortion se produit. Par ailleurs, le numérique a permis des traitements plus adaptés aux besoins de réduction de dynamique que les traitements analogiques. Ils sont désormais utilisés de façon quotidienne et routinière dans la plupart des processus de production audio, et une musique peut même passer à travers plusieurs de ces processeurs avant d'arriver aux oreilles du public.

### Les inconvénients de la faible dynamique
Un son fort et constant avec une faible dynamique (peu de différence entre les volumes forts et faibles), peut causer une fatigue auditive. Selon le producteur David Bendeth (en), cité par Robert Levine du magazine musical Rolling Stone, ce type d'enregistrement est fatigant pour l'auditeur et manque de puissance émotionnelle.
La « course au volume » a aussi pour conséquence d'ébranler les jugements de valeur sur la qualité acoustique et musicale. Non seulement la dynamique et les effets dramatiques qu'elle permettait se trouvent dévalorisés, mais la recherche de la sonie maximale renverse le jugement sur la distorsion. Un enregistrement de niveau si élevé que le signal dépasse fréquemment le niveau maximal du média, aboutissant à une distorsion par écrêtage clipping, « sonne » plus fort qu'un enregistrement identique et au même niveau moyen, mais dont le niveau élevé aurait été produit par un système sans écrêtage, parce que cette distorsion crée des composantes harmoniques dans la région où l'oreille est la plus sensible. Si l'on prend comme critère dominant la sonie, il faut renoncer à la Hi-Fi. Cela n'arrive pas sans polémiques dans le milieu professionnel.
Comme ni les systèmes de son dans les voitures, ni les baladeurs voire les téléphones cellulaires servant de nos jours à écouter de la musique n'ont de conditionneur intégré qui permette d'adapter la dynamique au niveau du bruit environnant, on produit les musiques avec un seul mixage, pour toutes les circonstances. Ce mixage recherche la sonie maximale, et entraînera des modifications irréversibles du son. Ainsi, dans les cas où une ambiance calme pourrait faire préférer un mixage plus expressif avec plus de dynamique (comme dans une voiture à l'arrêt ou lors d'une écoute au casque chez soi, tard le soir), on reste avec la même version dynamiquement déficiente.

### La résolution du problème
Les entreprises de télévision ont pris des mesures réglementaires pour contrôler la « course au volume ».
Bob Orban et Frank Foti, des experts sonores, ont déjà montré que les mixages trop optimisés pour le volume sont dégradés plus que les autres quand ils passent à travers des conditionneurs des radios. La même chose pourrait se produire si les appareils domestiques étaient équipés de systèmes comparables, les mixages plus dynamiques deviendraient plus attrayants. Les formats de diffusion générale comprennent déjà les métadonnées nécessaires pour informer les appareils sur le niveau maximal du programme, permettant d'effectuer le traitement au niveau de l'auditeur.

## Histoire

### Exemples d'albums concernés
Voici une liste de quelques-uns des albums critiqués pour leur qualité sonore (du fait d'une compression dynamique excessive générant de la distorsion) :
| Année | Artiste                 | Album                                                                                          | Commentaires |
| ----- | ----------------------- | ---------------------------------------------------------------------------------------------- | --- |
| 1995  | Oasis                   | (What's the Story) Morning Glory?                                                              | L'album est considérée comme le point de départ de la guerre du volume. |
| 1997  | Iggy and the Stooges    | Raw Power (Iggy Pop Mix)                                                                       | Réédition de l'album éponyme (1973) remixé par Iggy Pop lui-même. Le son est très critiqué pour sa trop forte saturation volontaire. Le mix d'origine de David Bowie, décrié à l'époque, sera réhabilité par la suite. |
| 1999  | Red Hot Chili Peppers   | Californication,                                                                               | |
| 2002  | Queens of the Stone Age | Songs for the Deaf (2002)                                                                      | |
| 2002  | Rush                    | Vapor Trails                                                                                   | |
| 2005  | Depeche Mode            | Playing the Angel                                                                              | |
| 2006  | Christina Aguilera      | Back to Basics                                                                                 | |
| 2006  | Lily Allen              | Alright, Still                                                                                 | |
| 2006  | Arctic Monkeys          | Whatever People Say I Am, That's What I'm Not                                                  | |
| 2006  | The Flaming Lips        | At War with the Mystics                                                                        | a reçu un Grammy Award dans la catégorie Best Engineered Album, Non-Classical |
| 2006  | Los Lonely Boys         | Sacred (2006)                                                                                  | |
| 2007  | Paul McCartney          | Memory Almost Full (2007)                                                                      | |
| 2008  | Metallica               | Death Magnetic                                                                                 | |
| 2008  | AC/DC                   | Black Ice                                                                                      | |
| 2009  | Miranda Lambert         | Revolution,                                                                                    | |
| 2009  | Alice in Chains         | Black Gives Way to Blue                                                                        | |
| 2009  | Dead End                | Metamorphosis                                                                                  | |
| 2010  | Kanye West              | My Beautiful Dark Twisted Fantasy                                                              | |
| 2010  | Duran Duran             | - Duran Duran (1980) - Seven and the Ragged Tiger (1984) - Notorious (1986) - Big Thing (1988) | Rééditions des albums du groupe en versions remastérisés |
| 2021  | Muse                    | Origin of Symmetry: XX Anniversary RemiXX                                                      | Réédition de l'album Origin of Symmetry (2001) remixé par Rich Costey |
| 2024  | Slift                   | Ilion                                                                                          | |
| 2024  | Manu Chao               | Viva Tu                                                                                        | |

### Les recommandations ITU BS. 1770 - UER R128
En 2006, l'Union internationale des télécommunications (UIT, ITU en anglais), un organisme de coordination de l'industrie audiovisuelle, a produit après des études particulières sur la sensation de volume sonore à la réception de la télévision un système d'évaluation de la sonie des programmes, simplifié et libre de droits de propriété industrielle (au contraire du système CBS existant depuis 1981).
La mesure selon cette nouvelle méthode aboutit à un indice dit LUFS (Loudness Unit re. Full Scale, unité de sonie relativement à la pleine échelle numérique). Pour un son pur et continu, un LUFS vaut un dB. Cet indice caractérise chaque programme, qu'il dure une minute comme une publicité ou une heure. Tous les programmes doivent atteindre le même niveau de sonie (LUFS). À l'intérieur du programme, les niveaux peuvent varier instantanément et à court terme.
En 2011, l'Union européenne de radio-télévision (UER, EBU en anglais) a repris cette recommandation, en y apportant des changements mineurs et en intégrant des objectifs de dynamique sonore.
En normalisant la sonie des programmes selon ces recommandations et non plus seulement le niveau maximum du signal, les entreprises de télévision adhérentes à ces organismes espèrent mettre fin aux plaintes des spectateurs sur les différences de volume entre chaîne et, dans la même chaîne, entre programmes, notamment les publicités. L'égalisation de la sensation de volume sonore devrait mettre fin à la supériorité de programmes qui auraient abandonné toute variation expressive du niveau pour se trouver en permanence au maximum.
Ces recommandations ne s'adressent pas aux entreprises de radio et d'édition de disques.

## Points de vue alternatifs
En septembre 2011, Emmanuel Deruty publie un article dans le magazine spécialisé anglais Sound on Sound, dans lequel il défend le point de vue selon lequel la « loudness war » n’a pas entraîné de réduction des nuances dans la musique moderne. Cet argument est approfondi dans un article du Journal of the Audio Engineering Society écrit par Deruty et Damien Tardieu, et paru en janvier 2014.
Deruty et Tardieu critiquent un article de Suhas Sreedhar paru en 2007 dans IEEE Spectrum, dans lequel l'auteur décrit le facteur de crête d'un titre musical comme la différence entre les pics et la puissance RMS, appelle ce descripteur « dynamic range », puis explique qu'une faible valeur de "dynamic range" résulte en un contenu similaire à un locuteur humain qui crierait constamment, ce en quoi il ne décrit plus le facteur de crête mais la variabilité dynamique au sens des nuances musicales (de pianissimo à fortissimo).
Selon les auteurs, cette confusion entre deux grandeurs qui décrivent deux phénomènes bien distincts est un facteur déterminant dans ce qu'ils défendent s'avérer être une incompréhension fondamentale du phénomène de la « loudness war ». Deruty et Tardieu recommandent d'abandonner le terme « dynamic range », dans la mesure où celui-ci désigne simultanément deux phénomènes différents.
Deruty et Tardieu s'emploient dans la suite de l'article à mesurer les évolutions parallèles du facteur de crête et du descripteur LRA recommandé par l’Union européenne de radio-télévision, qu'ils considèrent être à même de mesurer les nuances d'un titre musical. Ils observent que si le facteur de crête diminue significativement entre 1985 et 2010, il n'en est pas de même en ce qui concerne le LRA. Ils en concluent que la variabilité macro-dynamique, qu'ils équivalent à la notion de nuance musicale, n'a pas été affectée par la « loudness war ». Cette conclusion, parue la première fois dans l'édition de septembre 2011 de Sound on Sound, a été corroborée en mai 2012 par Joan Serrà, dans un article paru dans la revue Scientific Reports.
Les points de vue de Deruty, Tardieu et Serrà ont été remis en question par Ian Shepherd et Bob Katz, qui considèrent que les évolutions dynamiques à petite échelle, ou micro-dynamiques, sont plus à même de mesurer le « dynamic range » que les évolutions dynamiques à grande échelle, ou macro-dynamiques,. Il s'agit cependant d'un point de vue sujet à caution, dans la mesure où Esben Skovenborg publie en avril 2012 un article dans lequel il met en garde contre l'utilisation du facteur de crête dans la mesure de la dynamique, lui préférant le LRA utilisé par Deruty, Tardieu et Serrà.
En octobre 2014, le point n'est pas tranché de manière définitive. Dans un article publié en 2010, Jon Boley, Michael Lester et Christopher Danner échouent à montrer qu'aucun des deux descripteurs ne soit corrélé à la perception des nuances dans la musique. Par ailleurs, il n'est pas prouvé que le public soit sensible à la compression dynamique, comme le suggère un article publié en janvier 2014 par Jens Hjortkjær et Mads Walther-Hansen, dans lequel les auteurs échouent à montrer qu'un panel d'auditeurs considère comme dégradé ou de moins bonne qualité un signal musical de plus en plus compressé.